# Cynorkis rosellata
Cynorkis rosellata là một loài thực vật có hoa trong họ Lan. Loài này được (Thouars) Bosser mô tả khoa học đầu tiên năm 1997.